# Európa

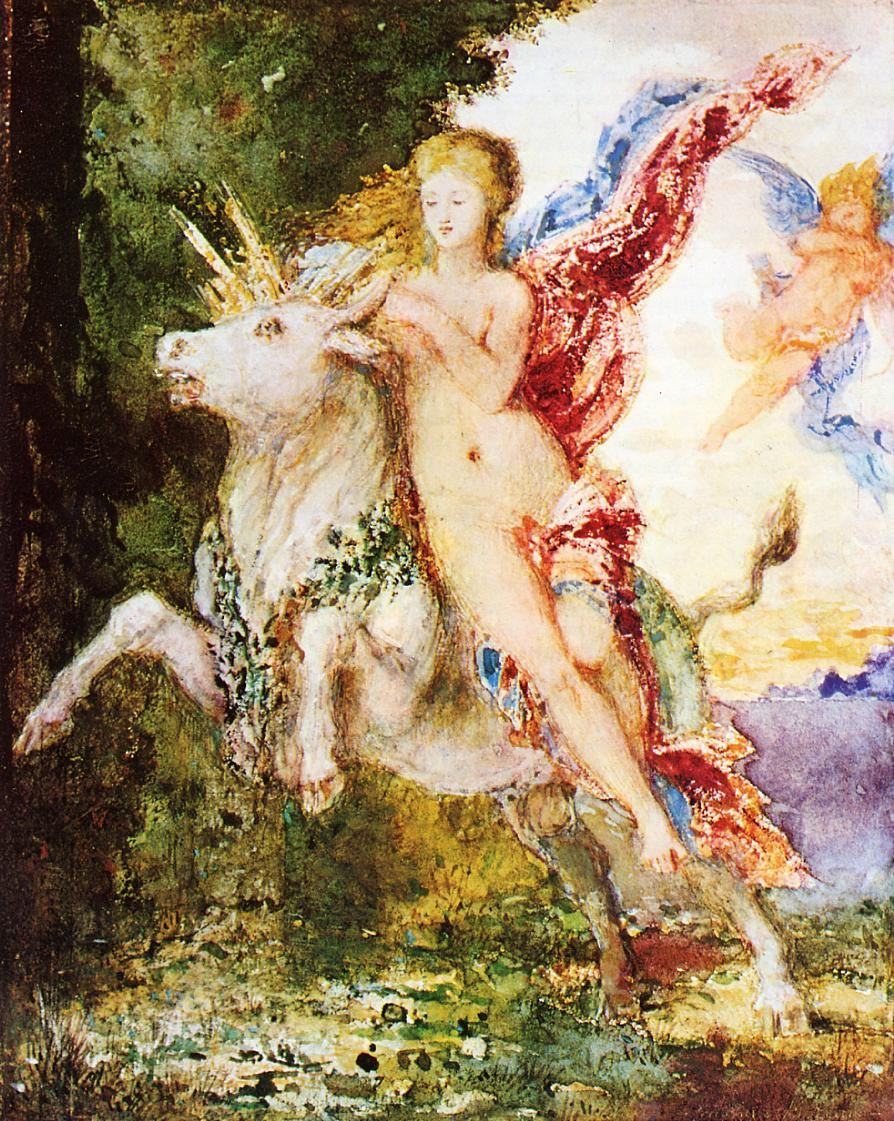
Obraz Gustava Moreaua Európa a býk

Európa, též Európé (latinsky Europa) byla v řecké mytologii dcera týrského krále Agénora (v Ovidiových Proměnách zvána Agénorovna) a jeho manželky Télefassy. Fénickou princeznu, podle které byl pojmenován kontinent Evropa, unesl král bohů Zeus proměněný v býka na Krétu.
Královská dcera byla tak krásná, že se do ní zahleděl sám Zeus. Věděl, že ráda a často chodívá se svými družkami na pastviny královských stád. Aby oklamal svou manželku Héru, proměnil se v pěkného bílého býka, krotkého, mírného, s malými růžky. Európa si ho hned povšimla, překonala obavy, podala mu trs trávy, pohladila ho. Býk se položil na bok do trávy a pohledem ji přímo zval k posezení. Európa neodolala. Jakmile usedla, býk s ní pomalu šel k moři, poté do něj vstoupil a brouzdal se při kraji. Za chvíli ale postoupil a než se Európa vzpamatovala, plul na širé moře. Břeh se rychle vzdaloval a Európa byla vyděšená. Držela se ho za rohy, volala na své přítelkyně, plakala, ale marně. Zeus přeplaval moře a na velikém ostrově Krétě se proměnil zpět v boha. Európa mu dala tři syny: Mínoa, který se později stal krétským králem, syna Sarpédona, který se stal králem v Lykii a Rhadamantya, pozdějšího člena podsvětního soudního tribunálu. Z vůle Dia se Európa provdala za krétského krále Asteria.
Její bratři se jmenovali Kadmos, Foiníx, Kilix, Fíneus a Thasos. Když byla Európa unesena, její otec byl nešťastný a vyslal všechny své syny, aby sestru hledali a bez ní se domů nevraceli. Bratři bloudili světem, ale marně. Domů se nevrátili. Stejně neúspěšný byl nejstarší z nich, Kadmos. Obrátil se na věštírnu v Delfách, kde dostal odpověď. Až vyjde z Delf, uvidí mladou jalůvku, tu bude následovat. Kam si ona lehne do trávy, má Kadmos založit nové město a to bude jeho novým domovem. Stalo se a Kadmos jalůvku následoval po velkém kuse světa. Když ulehla do trávy, vzdal díky bohům a chtěl vzdát oběť vládci nebe i země. Když jeho služebníci šli pro živou vodu, v jeskyni v hlubokém lese narazili na hrozného draka, oblíbence boha války Area. Drak služebníky zahubil. Kadmos šel v jejich stopách, spatřil místo tragédie a zaútočil statečně na draka velkým balvanem, oštěpem napuštěným jedem a nakonec ho udolal kopím.
Zjevila se mu bohyně Athéna, jeho ochranitelka a řekla mu, aby zoral půdu, zasil dračí zuby. Z nich vyroste lid jeho budoucího království. Když to Kadmos učinil, z brázd se vynořovali ozbrojení muži, kteří se vzájemně pobili, zůstalo jich naživu jenom pět. Přidružili se ke Kadmovi a on s jejich pomocí založil na tom místě slavné město Théby. Za zabití draka musel Kadmos několik let sloužit Areovi a teprve potom se mohl ujmout vlády.
Dodnes je mýtus o únosu Európy předmětem zájmu učenců i archeologů. Stále se udržuje přesvědčení, že na Krétě je třeba hledat počátek evropské kultury a Krétu mnozí považují za „největší záhadu dějin“.
Mýtus o Európě lákal umělce po celá tisíciletí.
- z antických obrazů je nejzachovalejší Únos Európy, nástěnná malba v Pompejích (dnes v neapolském Národním muzeu)
- z dob renesance je slavný Únos Európy od Tiziana (kolem r. 1559, dnes v Bostonu)
- stejnojmenný obraz Paola Veronese (po r. 1555, dnes v Dóžecím paláci v Benátkách)
- jedno z nejvýznamnějších zobrazení Únosu Európy pochází od Rembrandta (z r. 1632, dnes v Berlínských státních muzeích).